# Julien Lodders
Julien Lodders, né le 30 octobre 1962, est un footballeur belge qui évoluait au poste de défenseur, actif du milieu durant les années 1980 et 1990. Il est surtout connu pour les quatorze saisons qu'il passe au KSK Beveren, club avec lequel il dispute près de 300 matches de Division 1.

## Carrière
Natif du Limbourg, Julien Lodders commence le football au KVV Looi Sport en 1980. Le club évolue alors en Division 3. Il y reste deux saisons avant d'être recruté par le KSK Beveren, qui fait partie des meilleurs clubs de Division 1 à l'époque. Pour sa première saison, il ne joue qu'un match en championnat et ne participe pas à la finale de la Coupe de Belgique 1983 remportée par ses équipiers. La saison suivante, il ne joue que deux rencontres mais remporte néanmoins le titre de champion de Belgique. À partir de la saison 1984-1985, il joue plus régulièrement et à partir de 1986, il est un titulaire indiscutable dans la défense. Lorsque le club est relégué en 1990, il décide de rester au club et participe à la conquête du titre de Division 2 un an plus tard, synonyme de retour direct parmi l'élite. Il joue ensuite encore cinq saisons à Beveren, ne loupant quasiment aucune rencontre officielle. Mais lorsque l'équipe est de nouveau reléguée en 1996, il est libéré par la direction du club.
Julien Lodders entame alors une carrière de joueur-entraîneur au Verbroedering Denderhoutem, actif en Promotion. Il occupe cette double fonction durant deux ans, permettant au club d'atteindre la Division 3 grâce à une victoire dans le tour final. Il décide alors d'abandonner sa fonction d'entraîneur pour redevenir uniquement joueur pendant un an. En 1999, âgé de 37 ans, il quitte Denderhoutem et rejoint le FC Nieuwkerken, en première provinciale. Il range définitivement ses crampons après une saison dans son dernier club.

## Palmarès
- 1 fois champion de Belgique en 1984 avec le KSK Beveren
- 1 fois champion de Division 2 en 1991 avec le KSK Beveren

## Statistiques
| Saison                | Club                  | Championnat           | Championnat | Championnat | Coupe(s) nationale(s) | Coupe(s) nationale(s) | Compétition(s) continentale(s) | Compétition(s) continentale(s) | Compétition(s) continentale(s) | Total | Total |
| Saison                | Club                  | Division              | M.          | B.          | M.                    | B.                    | Comp.                          | M.                             | B.                             | M.    | B.    |
| 1980-1981             | KVV Looi Sport        | Division 3            | -           | -           | -                     | -                     | -                              | 0                              | 0                              | 0     | 0     |
| 1981-1982             | KVV Looi Sport        | Division 3            | -           | -           | -                     | -                     | -                              | 0                              | 0                              | 0     | 0     |
| Sous-total            | Sous-total            | Sous-total            | -           | -           | -                     | -                     | -                              | 0                              | 0                              | 0     | 0     |
| 1982-1983             | KSK Beveren           | Division 1            | 1           | 0           | -                     | -                     | -                              | 0                              | 0                              | 1     | 0     |
| 1983-1984             | KSK Beveren           | Division 1            | 2           | 0           | -                     | -                     | C2                             | 0                              | 0                              | 2     | 0     |
| 1984-1985             | KSK Beveren           | Division 1            | 14          | 1           | -                     | -                     | C1                             | 4                              | 0                              | 18    | 1     |
| 1985-1986             | KSK Beveren           | Division 1            | 21          | 1           | -                     | -                     | -                              | 0                              | 0                              | 21    | 1     |
| 1986-1987             | KSK Beveren           | Division 1            | 31          | 0           | 5                     | 0                     | C3                             | 5                              | 0                              | 41    | 0     |
| 1987-1988             | KSK Beveren           | Division 1            | 31          | 1           | -                     | -                     | C3                             | -                              | -                              | 31    | 1     |
| 1988-1989             | KSK Beveren           | Division 1            | 22          | 3           | 1                     | 0                     | -                              | 0                              | 0                              | 23    | 3     |
| 1989-1990             | KSK Beveren           | Division 1            | 28          | 3           | 4                     | 0                     | -                              | 0                              | 0                              | 32    | 3     |
| 1990-1991             | KSK Beveren           | Division 2            | 29          | 4           | 4                     | 1                     | -                              | 0                              | 0                              | 33    | 5     |
| 1991-1992             | KSK Beveren           | Division 1            | 32          | 4           | 4                     | 0                     | -                              | 0                              | 0                              | 36    | 4     |
| 1992-1993             | KSK Beveren           | Division 1            | 32          | 2           | 2                     | 0                     | -                              | 0                              | 0                              | 34    | 2     |
| 1993-1994             | KSK Beveren           | Division 1            | 30          | 1           | 1                     | 0                     | -                              | 0                              | 0                              | 31    | 1     |
| 1994-1995             | KSK Beveren           | Division 1            | 25          | 3           | 1                     | 0                     | -                              | 0                              | 0                              | 26    | 3     |
| 1995-1996             | KSK Beveren           | Division 1            | 25          | 0           | 2                     | 0                     | C4                             | 3                              | 0                              | 30    | 0     |
| Sous-total            | Sous-total            | Sous-total            | 323         | 23          | 24                    | 1                     | -                              | 12                             | 0                              | 359   | 24    |
| 1996-1997             | Verbr. Denderhoutem   | Promotion             | 25          | 1           | 0                     | 0                     | -                              | 0                              | 0                              | 25    | 1     |
| 1997-1998             | Verbr. Denderhoutem   | Promotion             | 10          | 0           | 0                     | 0                     | -                              | 0                              | 0                              | 10    | 0     |
| 1998-1999             | Verbr. Denderhoutem   | Division 3            | 11          | 1           | 2                     | 0                     | -                              | 0                              | 0                              | 13    | 1     |
| Sous-total            | Sous-total            | Sous-total            | 46          | 2           | 2                     | 0                     | -                              | 0                              | 0                              | 48    | 2     |
| 1999-2000             | FC Nieuwkerken        | 1re prov.             | -           | -           | -                     | -                     | -                              | 0                              | 0                              | 0     | 0     |
| Sous-total            | Sous-total            | Sous-total            | -           | -           | -                     | -                     | -                              | 0                              | 0                              | 0     | 0     |
| Total sur la carrière | Total sur la carrière | Total sur la carrière | 369         | 25          | 26                    | 1                     | -                              | 12                             | 0                              | 407   | 26    |